# Nederland op het Junior Eurovisiesongfestival 2011
Nederland nam deel aan het Junior Eurovisiesongfestival 2011 in Jerevan, Armenië. Het was de 9de deelname van het land op het Junior Eurovisiesongfestival. De selectie verliep via het jaarlijkse Junior Songfestival. De AVRO was verantwoordelijk voor de Nederlandse bijdrage.

## Selectieprocedure
Geïnteresseerden kregen tot en met 14 april 2011 de tijd om zich kandidaat te stellen voor deelname aan de nationale preselectie. Iedereen kon een liedje uploaden op de site of het nummer opsturen per post. Een vakjury bepaalde wie mocht deelnemen aan de audities. De audities vonden plaats op 7 en 8 mei. Wie een extra kans wilde wagen om deel te nemen aan de audities, kon zijn liedje ook uploaden op een fansite. De twee liedjes die niet door de jury werden gekozen, maar wel bovenaan stonden, mochten toch deelnemen aan de audities. Het Junior Songfestival zelf vond plaats in september en oktober: de halve finales op 17 en 24 september, de finale op 1 oktober. De AVRO ontving meer dan 1100 inzendingen. Op 29 mei werden de acht gelukkigen bekendgemaakt. Zij werden verdeeld over de twee halve finales, waarvan telkens de eerste twee doorstootten naar de finale. Er was ook één wild card, zodat de finale vijf artiesten telde. Net als in België was er ook een groepslied: Yeah yeah.
Rachel had de eerste halve finale gewonnen met het maximum van de punten, Joël had hetzelfde gedaan in de tweede halve finale. Zij waren dan ook de twee topfavorieten voor de eindoverwinning. Net als in de halve finales werden de punten uitgedeeld door een kinderjury, een vakjury en het publiek via televoting. In geval van gelijke stand won diegene die de meeste punten kreeg van de televoters. Uiteindelijk won Rachel de finale met het nummer Ik ben een teenager. Ook ditmaal kreeg ze het maximum van 36 punten. Zij mocht aldus Nederland vertegenwoordigen op het Junior Eurovisiesongfestival 2011.

## Junior Songfestival 2011

### Halve finales
17 september 2011
| Plaats | Artiest | Lied                | Kinderjury | Vakjury | Publiek | Totaal |
| ------ | ------- | ------------------- | ---------- | ------- | ------- | ------ |
| 1      | Rachel  | Ik ben een teenager | 12         | 12      | 12      | 36     |
| 2      | Yassir  | Beautiful           | 10         | 10      | 9       | 29     |
| 3      | Polle   | Music in my heart   | 8          | 9       | 10      | 27     |
| 4      | Sera    | Never give up       | 9          | 8       | 8       | 25     |

24 september 2011
| Plaats | Artiest | Lied              | Kinderjury | Vakjury | Publiek | Totaal |
| ------ | ------- | ----------------- | ---------- | ------- | ------- | ------ |
| 1      | Joël    | Ik denk aan jou   | 12         | 12      | 12      | 36     |
| 2      | Lidewei | Dit is wat ik wil | 10         | 9       | 10      | 29     |
| 3      | Noah    | Twitterqueen      | 9          | 10      | 9       | 28     |
| 4      | JuNMe   | Magie             | 8          | 8       | 8       | 24     |

### Finale
1 oktober 2011
| Plaats | Artiest | Lied                | Kinderjury | Vakjury | Publiek | Totaal |
| ------ | ------- | ------------------- | ---------- | ------- | ------- | ------ |
| 1      | Rachel  | Ik ben een teenager | 12         | 12      | 12      | 36     |
| 2      | Yassir  | Beautiful           | 9          | 9       | 10      | 28     |
| 3      | Lidewei | Dit is wat ik wil   | 8          | 10      | 8       | 26     |
| 4      | Joël    | Ik denk aan jou     | 7          | 8       | 9       | 24     |
| 5      | Sera    | Never give up       | 10         | 7       | 7       | 24     |

## In Jerevan
In oktober werd de startvolgorde geloot. Nederland trad als negende van dertien landen aan, na Macedonië en voor Wit-Rusland. Voor het festival werd de titel van het Nederlandse nummer veranderd in Teenager. Nederland strandde uiteindelijk op de tweede plaats met 103 punten, na winnaar Georgië met 108 punten.

### Gekregen punten
| 12 punten          | 10 punten                         | 8 punten    | 7 punten                    | 6 punten   |
| ------------------ | --------------------------------- | ----------- | --------------------------- | ---------- |
| - België - Letland | - Moldavië - Wit-Rusland - Zweden | - Bulgarije | - Armenië - Rusland         | - Litouwen |
| 5 punten           | 4 punten                          | 3 punten    | 2 punten                    | 1 punt     |
| - Oekraïne         |                                   |             | - Georgië - Noord-Macedonië |            |